# Дювивье, Жюльен
Жюльен Дювивье (фр. Julien Duvivier; 8 октября 1896, Лилль — 30 октября 1967, Париж) — французский режиссёр немого, позже — звукового кино. Обладатель главного приза Венецианского кинофестиваля «Кубок Муссолини» (1937 год; специальная рекомендация жюри Венецианского МКФ в 1935 году) и главной премии японского кинофестиваля Kinema Junpo (трижды: 1935, 1939 и 1940 годы). Сформировал образ и принёс всемирную славу Жану Габену. Его «Пепе ле Моко» (фр. Pépé le Moko, 1936) признан одним из первых фильмов в стиле нуар.

## Биография
Учился в Лилльском университете, курса не кончил. Переехал в Париж. Дебютировал как актёр в театре «Одеон» под руководством Андре Антуана (1916). С 1918 года работал в кино, сотрудничал с Л. Фейадом, М. Л’Эрбье. В качестве режиссёра свой первый фильм «Акелдама, или Цена крови» снимает в 1919 году. В 1925 году точно и трогательно экранизирует роман Жюля Ренара «Рыжик» (фр. «Poil de carotte»). В последующие пять лет Дювивье снимает около 10 фильмов, которые демонстрируются с большим или меньшим успехом. Последний для режиссёра в эпохе немого кино фильм «Дамское счастье» (фр. «Au bonheur des dames», 1930 год) был хорошо встречен критикой.
Звук не стал помехой в творчестве Девивье. Он не только продолжает снимать качественное кино, но и озвучивает некоторые свои работы из периода немого кинематографа. В 1934 году режиссёр впервые приглашает в свой фильм «Мария Шапделен» (фр. «Maria Chapdelaine») Жана Габена — бывшего артиста варьете, уже имевшего небольшой опыт работы в кино. Это положило начало долгому творческому сотрудничеству. Если роли в фильмах «Бандера» (фр. «La Bandera», 1935 год) и «Голгофа» (фр. «Golgotha », 1935 год) закрепили популярность Дювивье и Габена во Франции, то картины «Славная компания» (фр. «La belle équipe», 1936 год) и «Пепе ле Моко́» (фр. Pépé le Moko, 1936 год) приносят им всемирную известность. Эти фильмы были сняты режиссёром в художественной манере поэтического реализма, востребованной во Франции в середине 1930-х годов. Историками и кинокритиками подчёркивается аллюзия «Славной компании» на общественно-политические реалии во Франции во время парламентских выборов 1936 года. Дювивье, отнюдь не придерживающийся левых взглядов, отразил в фильме не только победу Народного фронта, но и скорый развал, который действительно постиг этот союз в конце 1930-х годов. В 1937 году режиссёр снимает романтическую драму «Бальная записная книжка» (фр. «Un carnet de bal») — воспоминания некой дамы Лидии МакМиллан Мёрл Оберон о своих романтических увлечениях за прошедшие сорок лет.
В 1938 году Жюльен Дювивье приглашён работать в США на студию MGM, где выпускает фильм-биографию Иоганна Штрауса «Большой вальс». На следующий год возвращается во Францию и снимает несколько фильмов: «Конец дня» — историю о пожилых театральных актёрах, «Повозка-призрак» (иногда — «Призрачная тележка», фр. «La Charrette fantôme», 1939 год) — фильм ужасов по новелле «Возница» Сельмы Лагерлёф. В 1940 году Дювивье готовит к выпуску фильм «Отец и сын» (фр. «Untel père et fils») — семейную драму в исторических декорациях войны 1871 года. В условиях режима Виши тема франко-прусского противостояния не могла быть допущена цензурой на экраны и фильм был запрещён. Дювивье уехал в Соединённые Штаты. Премьера картины состоялась в США в 1943 году под названием «Сердце нации» (англ. «The Heart of a Nation»), во Франции — только в 1945 году.
В свой «американский» период Жюльен Дювивье снимает 5 фильмов, среди которых два римейка: «Лидия» (англ. Lydia, 1941) — на «Бальную записную книжку», и «Самозванец» (англ. The Impostor, 1944) — на «Пепе ле Моко». Среди оригинальных работ необходимо упомянуть фильм-антологию из 6 историй «Сказки Манхэттена» (англ. Tales of Manhattan) с Шарлем Буайе, Ритой Хейворт, Джинджер Роджерс и ещё многими популярными актёрами Голливуда того периода.
По возвращении во Францию Дювивье испытывает некоторую настороженность со стороны соотечественников, переживших оккупацию на родине. Его картина 1946 года «Паника» (фр. «Panique»), позже признанная самой мрачной и нигилистической из всех его работ, была холодно принята зрителями и критикой. Режиссёр чаще предпочитает работать за рубежом: «Анна Каренина» (англ. «Anna Karenina») снята в 1948 году в Великобритании, «Блэк Джек» (англ. «Black Jack ») в 1950 году — в Испании. Ни один из его последующих фильмов успеха середины 1930-х годов не повторил.
В 1967 году Жюльен Дювивье попадает в автомобильную аварию, спровоцировавшую у него сердечный приступ, от которого режиссёр скончался. За свою карьеру выдающийся кинематографист снял более 70 фильмов.

## Избранная фильмография
- 1919 — Акелдама, или Цена крови / Haceldama ou le prix du sang
- 1925 — Рыжик / Poil de carotte
- 1926 — Человек на «Испано»
- 1930 — Дамское счастье (по роману Золя)
- 1932 — Рыжик / Poil de carotte
- 1934 — Пакебот «Тенасити» (премия Токийского кинофестиваля за лучший зарубежный фильм)
- 1935 — Голгофа / Golgotha
- 1935 — Батальон иностранного легиона / La Bandera
- 1936 — Славная компания / La Belle Équipe (с Жаном Габеном; премия Токийского кинофестиваля за лучший зарубежный фильм)
- 1936 — Голем / Le Golem
- 1937 — Пепе ле Моко (с Жаном Габеном; премия Токийского кинофестиваля за лучший зарубежный фильм)
- 1937 — Бальная записная книжка / Un carnet de bal (премия за лучший зарубежный фильм на Венецианском МКФ, премия Токийского кинофестиваля за лучший зарубежный фильм)
- 1938 — Большой вальс / The Great Waltz
- 1939 — Конец дня / La Fin du jour (с Луи Жуве и Мишелем Симоном)
- 1942 — Сказки Манхэттена
- 1946 — Паника (специальное упоминание международного жюри критиков на Венецианском кинофестивале 1946 года)
- 1948 — Анна Каренина / Anna Karenina (c Вивьен Ли и Ральфом Ричардсоном)
- 1949 — В небесном королевстве / Au royaume des cieux (с Сержем Реджани и Сюзанн Клотье)
- 1951 — Под небом Парижа / Sous le ciel de Paris
- 1952 — Маленький мир дона Камилло (номинация на премию BAFTA)
- 1952 — Именины Анриетты / La Fête à Henriette
- 1953 — Возвращение дона Камилло
- 1954 — Дело Маурициуса
- 1955 — Марианна моей юности
- 1956 — Время убийц
- 1957 — Человек в непромокаемом плаще / L’Homme à l’imperméable (по роману Д. Х. Чейза, номинация на Золотого медведя Берлинского МКФ)
- 1959 — Женщина и паяц / La Femme et le Pantin (по роману Пьера Луиса, c ББ в главной роли)
- 1959 — Мари-Октябрь / Marie-Octobre (с Даниэль Дарьё и Бернаром Блие)
- 1960 — Бульвар / Boulevard (по одноимённому роману Робера Сабатье, c Пьером Монди, Магали Ноэль и Жаном-Пьером Лео)
- 1960 — Большая жизнь / Das kunstseidene Madchen (драма, в главной роли — Джульетта Мазина)
- 1962 — Дьявол и десять заповедей/ Le Diable et les Dix Commandements
- 1962 — Жаркая комната / La Chambre ardente
- 1963 — Мороз по коже / Chair de poule
- 1967 — Дьявольски ваш / Diaboliquement vôtre

## Признание
Лауреат и номинант ряда международных кинопремий. Жан Ренуар сказал о нём: Если бы я был архитектором и должен был воздвигнуть здание в честь кино, я бы поместил над его входом статую Жюльена Дювивье. Дань глубокого уважения Дювивье отдавали Орсон Уэллс и Ингмар Бергман.